# Ahmet Çakar
Ahmet Çakar (Isztambul, 1962. augusztus 3. –) török nemzetközi labdarúgó-játékvezető. Tévészemélyiség, újságíró. 2004-ben merényletet követtek el ellene, négy golyó ágyékon és hason találta.

## Pályafutása

### Nemzeti játékvezetés
Játékvezetésből Isztambulban vizsgázott. Vizsgáját követően az Isztambuli Labdarúgó-szövetség által üzemeltetett labdarúgó bajnokságokban kezdte sportszolgálatát. A Török Labdarúgó-szövetség Játékvezető Bizottságának (JB) minősítésével Spor Toto 2. Lig, majd 1990-től a Turkcell Süper Lig játékvezetője. Küldési gyakorlat szerint rendszeres 4. bírói szolgálatot is végzett. A nemzeti játékvezetéstől 1999-ben visszavonult.

### Nemzetközi játékvezetés
A Török labdarúgó-szövetség JB terjesztette fel nemzetközi játékvezetőnek, a Nemzetközi Labdarúgó-szövetség (FIFA) 1992-től tartotta nyilván bírói keretében. A FIFA JB központi nyelvei közül az angolt beszéli. Az UEFA JB besorolás szerint a „mester” kategóriába tevékenykedett. Több nemzetek közötti válogatott, valamint UEFA-kupa, Kupagyőztesek Európa-kupája és UEFA-bajnokok ligája klubmérkőzést vezetett. A török nemzetközi játékvezetők rangsorában, a világbajnokság-Európa-bajnokság sorrendjében a 2. helyet foglalja el 10 találkozó szolgálatával. A nemzetközi játékvezetéstől 1999-ben búcsúzott. Válogatott mérkőzéseinek száma: 10.

#### Labdarúgó-világbajnokság
Az U20-as, az 1993-as ifjúsági labdarúgó-világbajnokságon a FIFA JB bíróként alkalmazta.
| Időpont           | Helyszín                   | Mérkőzés típusa              | Mérkőzés                                         | Eredmény | Nézők száma |
| ----------------- | -------------------------- | ---------------------------- | ------------------------------------------------ | -------- | ----------- |
| 1993. március 6.  | Központi Stadion, Brisbane | csoportmérkőzés (B. csoport) | Uruguay–Ghána                                    | 1 – 1    | 15 000      |
| 1993. március 11. | Központi Stadion, Brisbane | csoportmérkőzés (B. csoport) | Németország–Uruguayi U20-as labdarúgó-válogatott | 1 – 2    | 7 000       |
| 1993. március 20. | Városi Stadion, Sydney     | döntő                        | Ghánai U20-as labdarúgó-válogatott–Brazília      | 1 – 2    | 40 015      |

---
Az 1994-es labdarúgó-világbajnokságon és  az 1998-as labdarúgó-világbajnokságon a FIFA JB bíróként alkalmazta. Selejtező mérkőzéseket az UEFA zónában vezetett.

##### 1994-es labdarúgó-világbajnokság
| Időpont              | Helyszín                      | Mérkőzés típusa           | Mérkőzés                      | Eredmény | Nézők száma |
| -------------------- | ----------------------------- | ------------------------- | ----------------------------- | -------- | ----------- |
| 1992. szeptember 23. | Všešportový Stadion, Kassa    | előselejtező (4. csoport) | Csehszlovákia–Feröer-szigetek | 4 – 0    | 16 278      |
| 1993. május 12.      | Vasil Levski Stadion, Szófia  | előselejtező (6. csoport) | Bulgária–Izrael               | 2 – 2    | 30 000      |
| 1993. október 13.    | Råsunda Stadion, Stockholm    | előselejtező (6. csoport) | Svédország–Finnország         | 3 – 2    | 30 200      |
| 1993. november 17.   | Windsor Park Stadion, Belfast | előselejtező (3. csoport) | Észak-Írország–Írország       | 1 – 1    | 10 500      |

##### 1998-as labdarúgó-világbajnokság
| Időpont           | Helyszín                  | Mérkőzés típusa           | Mérkőzés                                                | Eredmény | Nézők száma |
| ----------------- | ------------------------- | ------------------------- | ------------------------------------------------------- | -------- | ----------- |
| 1996. november 9. | Franken Stadion, Nürnberg | előselejtező (9. csoport) | Német labdarúgó-válogatott–Északír labdarúgó-válogatott | 1 – 1    | 40 718      |
| 1997. június 8.   | Dinamo Stadion, Minszk    | előselejtező (4. csoport) | Fehéroroszország–Skócia                                 | 0 – 1    | 12 000      |

#### Labdarúgó-Európa-bajnokság
Az 1996-os labdarúgó-Európa-bajnokságon az UEFA JB játékvezetőként foglalkoztatta.

##### Selejtező mérkőzés
| Időpont             | Helyszín                                            | Mérkőzés típusa           | Mérkőzés                         | Eredmény | Nézők száma |
| ------------------- | --------------------------------------------------- | ------------------------- | -------------------------------- | -------- | ----------- |
| 1994. szeptember 7. | Boris Paichadze Stadion, Tbiliszi                   | előselejtező (7. csoport) | Grúzia–Moldova                   | 0 – 1    | 62 000      |
| 1994. december 17.  | Constant Vanden Stock Parc Astrid Stadion, Brüsszel | előselejtező (2. csoport) | Belgium–Spanyolország            | 1 – 4    | 15 074      |
| 1995. szeptember 6. | Ernst Happel Stadion, Bécs                          | előselejtező (6. csoport) | Ausztria–Ír labdarúgó-válogatott | 3 – 1    | 24 000      |

##### Európa-bajnoki mérkőzés
| Időpont          | Helyszín                   | Mérkőzés típusa              | Mérkőzés                             | Eredmény | Nézők száma |
| ---------------- | -------------------------- | ---------------------------- | ------------------------------------ | -------- | ----------- |
| 1996. június 18. | Elland Road Stadion, Leeds | csoportmérkőzés (B. csoport) | Spanyol labdarúgó-válogatott–Románia | 1 – 2    | 32 719      |

#### Nemzetközi kupamérkőzések

##### UEFA-bajnokok ligája
| Időpont             | Helyszín                        | Mérkőzés típusa      | Mérkőzés                     | Eredmény |
| ------------------- | ------------------------------- | -------------------- | ---------------------------- | -------- |
| 1997. augusztus 14. | Hungária krt. Stadion, Budapest | 2. kör (1. mérkőzés) | MTK Budapest FC–Rosenborg BK | 0 – 1    |

## Szakmai sikerek
Az IFFHS (International Federation of Football History & Statistics) 1987-2011 évadokról tartott nemzetközi szavazásán 151, játékvezető besorolásával minden idők 109, legjobb bírójának rangsorolta, holtversenyben Pietro D’Elia, Arturo Daudén Ibáñez, Antonio Maruffo Mendoza, Alberto Tejada Noriega, Sergio Fabián Pezzotta, Carlos Silva Valente társaságában.